# Liam Millar
Liam Alan Millar (Toronto, 27 de setembro de 1999) é um jogador de futebol canadense que atua como atacante. Atualmente joga pelo Hull City.
Millar foi contratado pelo Basel em 8 de julho de 2021.
Em 9 de agosto de 2024, ele assinou um contrato de três anos com o Hull City.